# Geni.com
Geni é uma rede social genealógica de propriedade privada israelense da empresa MyHeritage. Lançado em 16 de janeiro de 2007, a empresa Web 2.0 estabeleceu que ia criar uma árvore genealogia do mundo. Embora os perfis familiares sejam privados, a missão do Geni é criar uma árvore genealógica compartilhando os ancestrais em comum. Ao combinar as pesquisas de uma única árvore que os usuários estão trabalhando juntos, podemos focar em verificar as informações e novos caminhos para pesquisar, ao invés de gastar tempo repetindo as mesmas pesquisas que os outros fizeram. Mais de 150 milhões perfis foram criados no Geni até 2015 e mais de 89 milhões de usuários estão na Árvore Genealógica Mundial. Geni foi originalmente criada para a empresa Yammer, que acabou fazendo parte da Microsoft em 19 de julho, 2012. Em novembro de 2012, Geni foi adquirida pela MyHeritage. O endereço geni.com está bloqueado na Wikipedia portuguesa.

## Investidores
The Founders Fund, uma firma privada de capital de risco, investiu "mais que 1 milhão de dólares”.
Charles River Ventures, uma firma privada de capital de risco, também investiu 10 milhões de dólares.

## Membros
Membros "Geni Basic" (de graça) podem criar uma árvore, criar ilimitados perfis, suporte básico, fusão de árvores (unir duplicatas) e 1GB livre para subir arquivos como fotos ou vídeos. O Geni Pro remove o limite pra subir os arquivos, adiciona o Suporte Premium, aumenta o alcance das pesquisas e de encontrar árvores em duplicatas que podem se fundir.

## Recursos
No site, os usuários colocam os nomes e e-mail dos seus pais, irmãos e de outros parentes, com vários campos biográficos para informar sobre eles e outros familiares. Lá, os usuários podem mudar suas conexões para criar uma árvore genealógica particular completa.
O serviço usa as informações de contato para convidar mais membros para participar, e fazer uma abrangente rede social de bancos de dados com informações coletadas entre os membros. Por enquanto, apenas os membros podem ver as informações sobre si e as pessoas em sua rede imediata que lhes deram permissão. Os perfis têm uma aba para cada idioma, facilitando a colaboração entre os membros.
Em março de 2015, foi adicionado a opção adotado ou biológico.

### Fórum para discussão e projetos
Cada árvore de família tem um fórum de discussão, onde podem trocar mensagens entre si. Isso pode ser usado para entender melhor as novidades sobre a família. Existem discussões públicas, discussões de perfis e discussões de projetos. 
Os projetos são interesses de grupos especiais organizados em volta de temas históricos (por exemplo, Segunda Guerra Mundial), imigrações (por exemplo, Imigrantes Portugueses ao Brasil), profissões(por exemplo, Políticos Brasileiros), lugares (por exemplo, Christ Church College, Oxford University), ou qualquer outro assunto de interesse geral que vai gerar uma discussão social entre os membros, bem como fornecer um portal para perfis biográficos a serem ligados.

### Notificações
Cada pessoa que estive uma ligação na árvore e um e-mail, vai ser notificado sobre as várias atividades que ocorrerem na mesma, como, por exemplo, as novas pessoas que adicionadas que, se não tiverem fotos, podem colocar, enquanto alguém posta uma mensagem no fórum de discussão, ou colocam a data de nascimento etc.

### GEDCOM
Geni permite aos usuários importarem seu histórico familiar usando o formato GEDCOM, essa ferramenta foi "temporariamente" desativada por quase 7 anos. Geni descobriu que duplicava milhares de perfis já existentes, sem adicionar informações novas. Eles planejam re-ativar as importações GEDCOM depois que eles reescreverem o importador.

## Árvore Genealógica Mundial
A maior árvore é coloquialmente conhecida por muitos genealogistas da Geni, é vista como "A Grande Árvore" ou a "Árvore Genealógica Mundial".
Em dezembro de 2012, a Grande Árvore estava com 65 milhões de perfis.

## Perfis Populares
Geni possui uma seção em que se pode visualizar os mais visitados. Esses perfis incluem presidentes dos Estados Unidos, atletas e outras pessoas famosas como inventores ou históricos. Exemplos: George Washington, Babe Ruth, Thomas Edison e Benjamin Franklin. Os usuários podem encontrar como eles estão relacionados com essas pessoas através de suas conexões existentes na Árvore Genealogica Mundial.
Existem também "portais" na Geni que apresentam pessoas notáveis agrupadas por profissão, eventos que foram, localização e assim por diante - e nesses portais, "notabilidade" na Geni consiste em um link à biografia da pessoa na Wikipedia. Assim a notabilidade da Wikipedia é um padrão pra controla a notabilidade da Geni. Um exemplo é Jewish Celebrity Birthday Calendar da Geni, um projeto que "inclui pessoas com uma página da Wikipedia ou pra Jewish Encyclopedia ou Jewish Women's Archive."